# Azat Nurgalijev
Azat Nurgalijev  (kazak: Азат Маликули Нургалиев; Simkent, 1987. június 1. –) kazak válogatott labdarúgó, középpályás.

## Pályafutása

### Klubcsapatokban
Simkentben kezdett játszani, első profi klubja, az Ordabaszi Simkent volt. Később a Tobil Kosztanajhoz került. 2011-ben visszatért szülővárosába, az Ordabasziba, és ugyanebben az évben megnyerte a kazak kupát.
2016. június 23-án a szezon hátralévő részébe kölcsönbe került az Asztana FK csapatához.
2018. január 17-én a Tobil bejelentette a leigazolását. 2018. december 14-én új, egyéves szerződést írt alá Tobillal. 2022. január 2-án a Tobil bejelentette, hogy a szerződése lejárta után Nurgalijev elhagyja a klubot.

### A válogatottban
2009 óta játszott a Kazak labdarúgó-válogatottban, és 2021-ig 44 válogatott mérkőzésen lépett a pályára, és három gólt szerzett.

## Statisztika

### A válogatottban
Frissítve 2021. szeptember 1-jén.
| Kazahsztán | Kazahsztán | Kazahsztán |
| Év         | Mérk.      | Gól        |
| ---------- | ---------- | ---------- |
| 2009       | 3          | 0          |
| 2010       | 6          | 0          |
| 2011       | 3          | 0          |
| 2012       | 2          | 0          |
| 2013       | 1          | 0          |
| 2014       | 7          | 1          |
| 2015       | 4          | 0          |
| 2016       | 7          | 2          |
| 2017       | 6          | 0          |
| 2018       | 0          | 0          |
| 2019       | 1          | 0          |
| 2020       | 0          | 0          |
| 2021       | 4          | 0          |
| Összesen   | 44         | 3          |

## Sikerei, díjai
- Kazak bajnok (3): 2010, 2016, 2021
- Kazak kupagyőztes (2): 2007, 2011

## Fordítás
- Ez a szócikk részben vagy egészben  az   Azat Nurgaliyev című angol Wikipédia-szócikk ezen változatának fordításán alapul.  Az eredeti cikk szerkesztőit annak laptörténete sorolja fel. Ez a jelzés csupán a megfogalmazás eredetét és a szerzői jogokat jelzi, nem szolgál a cikkben szereplő információk forrásmegjelöléseként.